# Olympische Jugend-Sommerspiele 2018/Teilnehmer (Tansania)
| Gelbes Symbol für Goldmedaillen mit stilisierten Olympischen Ringen | Graues Symbol für Silbermedaillen mit stilisierten Olympischen Ringen | Braundes Symbol für Bronzemedaillen mit stilisierten Olympischen Ringen |
| ------------------------------------------------------------------- | --------------------------------------------------------------------- | ----------------------------------------------------------------------- |
| —                                                                   | —                                                                     | —                                                                       |

Die Jugend-Olympiamannschaft aus Tansania für die III. Olympischen Jugend-Sommerspiele vom 6. bis 18. Oktober 2018 in Buenos Aires (Argentinien) bestand aus vier Athleten.

## Athleten nach Sportarten

### Leichtathletik
| Mädchen - Regina Mpigachai 800 m: 15. Platz | Jungen - Francis Damasi 3000 m: 7. Platz |

### Schwimmen
| Mädchen - Sonia Tumiotto 100 m Freistil: 41. Platz 200 m Freistil: 33. Platz | Jungen - Dennis Mhini 100 m Freistil: 43. Platz 50 m Rücken: 26. Platz |